# Franz Pichler (Verleger, 1808)
Franz Pichler (* 20. August 1808 in Wien; † 1891 ebenda) war ein österreichischer Buchdrucker, Buchhändler und Verleger.

## Leben und Wirken
Er war der Sohn des Wiener Buchdruckers, Buchhändlers und Verlegers Anton Andreas Pichler und Enkel des Gastwirts Ulrich Joseph Pichler (um 1726–1782). Sein Vater hatte 1793 von Johann Martin Weimar dessen Buchdruckerei mit dabeibefindlicher Buchhandlung in der Wiener Vorstadt Landstraße erworben. Während der Napoleonischen Kriege geriet diese Buchhandlung aufgrund der ungünstigen Zeitumstände in eine finanzielle Krise, die im Geburtsjahr von Franz Pichler erfolgreich überwunden werden konnte. Bereits 1809 wurde die Buchdruckerei auf den Margaretenplatz in Wien verlegt, wo Franz Pichler fortan aufwuchs. Nach dem Tod des Vaters 1823 übernahm die Mutter Elisabeth Pichler geborene Praller (1783–1865) die Geschäftsführung. Die Firma erhielt die Bezeichnung „Anton Pichler's sel. Witwe“. Franz, der nach dem Schulbesuch die Buchdruckerei erlernt hatte, trat 1851/52 als Teilhaber der Firma bei, die nun den neuen Namen „Anton Pichler's Witwe und Sohn“ trug. Nach dem Tod der Mutter übernahm er 1865 die Geschäftsführung. Er trennte sich von der Buchdruckerei, die er an W. Köhler verkaufte und kaufte 1870 eine Sortimentsbuchhandlung dazu. Den Verlag übergab er zum 1. Juli 1874 an seinen gleichnamigen Sohn Franz Fichler junior (1845–1927) und setzte sich zur Ruhe. 
Franz Pichler senior hatte den Schwerpunkt des Verlagsprogramms auf die Schulbücher in Österreich-Ungarn verlagert und deshalb seinem Verlag bereits im Jahre 1872 eine Lehrmittelanstalt angegliedert. Franz Pichler junior erweiterte den Verlag von pädagogischer Literatur. Bekannt wurde u. a. Pichlers Jugendbücherei. 
Der heutige Schulbuchverlag Hölder-Pichler-Tempsky in Wien ist ein Nachfolgeunternehmen.